# Cyrus Christie
Cyrus Christie (Coventry, Inglaterra, 30 de setiembre de 1992) es un futbolista británico, nacionalizado irlandés, que juega en la posición de defensa y se encuentra sin equipo tras abandonar el Swansea City A. F. C.

## Selección nacional
Ha formado parte de la selección de Irlanda.

## Clubes
| Club                             | País       | Año       |
| -------------------------------- | ---------- | --------- |
| Coventry City F. C.              | Inglaterra | 2010-2014 |
| Nuneaton Town F. C. (cedido)     | Inglaterra | 2011      |
| Hinckley United F. C. (cedido)   | Inglaterra | 2011      |
| Derby County F. C.               | Inglaterra | 2014-2017 |
| Middlesbrough F. C.              | Inglaterra | 2017-2018 |
| Fulham F. C.                     | Inglaterra | 2018-2022 |
| Nottingham Forest F. C. (cedido) | Inglaterra | 2020-2021 |
| Swansea City A. F. C. (cedido)   | Gales      | 2022      |
| Hull City A. F. C.               | Inglaterra | 2022-2024 |
| Swansea City A. F. C.            | Gales      | 2024-2025 |